# Cyaniris jura
Cyaniris jura är en fjärilsart som beskrevs av Embrik Strand 1928. Cyaniris jura ingår i släktet Cyaniris och familjen juvelvingar. Inga underarter finns listade i Catalogue of Life.